# Theodor Pool

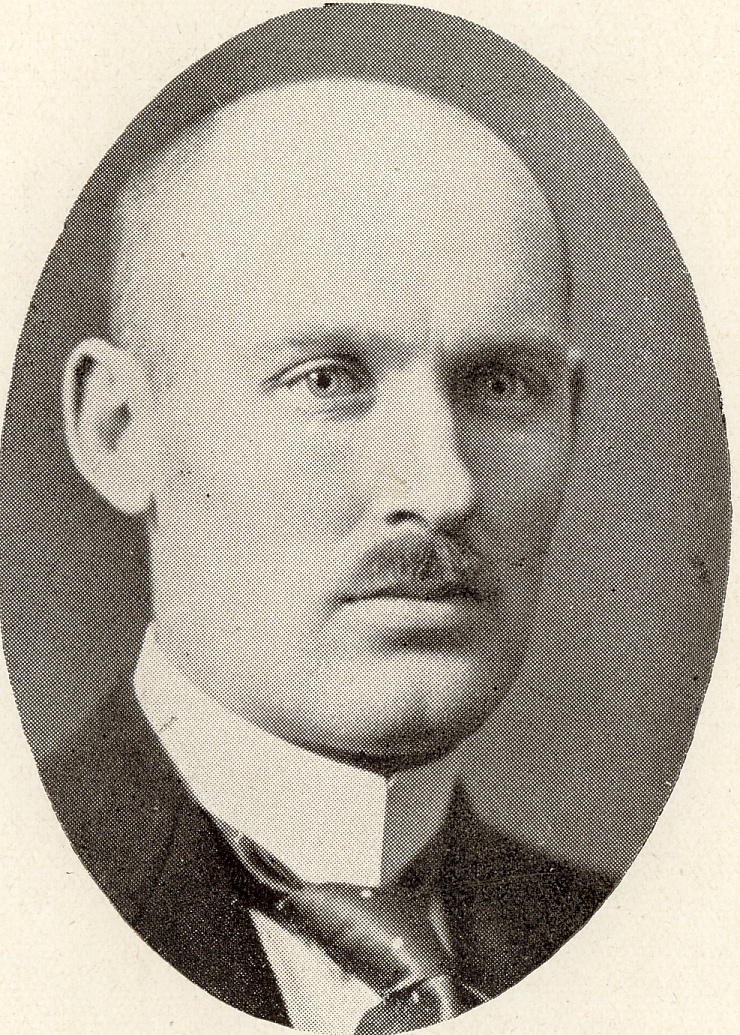
Theodore Pool

Theodor Pool (Piistaoja, 8 de dezembro de 1890 - 25 de agosto de 1942, Sverdlovsk, Rússia) foi um político, agrónomo e escritor estoniano. Ele foi um membro do I, II, III e IV Riigikogu.
Em 1919 foi Ministro da Alimentação e Agricultura e Ministro da Agricultura, de 1920 a 1929. Pool foi preso em 1941 pelo NKVD durante a primeira ocupação soviética da Estónia e colocado dentro dos campos de trabalho forçado Gulag. Ele foi executado a tiro no Oblast de Sverdlovsk no ano seguinte.